# わたし (柴田淳のアルバム)
『わたし』は、柴田淳の4枚目のスタジオ・アルバム。2005年3月30日にDreamusicから発売された。規格品番：MUCD-1118。　　

## 解説
前作『ひとり』から1年1ヶ月ぶりに発表された。瀬尾一三、羽毛田丈史、塩谷哲、松浦晃久の4人を新たに編曲家として迎えている。

## 収録曲
| 全作詞: 柴田淳（#3,8を除く）、全作曲: 柴田淳。 |                                          |                      |            |            |
| #                                              | タイトル                                 | 作詞                 | 作曲・編曲 | 編曲       |
| 1.                                             | 「おかえりなさい。」                     | 柴田淳（#3,8を除く） | 柴田淳     | 羽毛田丈史 |
| 2.                                             | 「白い世界」                             | 柴田淳（#3,8を除く） | 柴田淳     | 羽毛田丈史 |
| 3.                                             | 「ゲーム（instrumental）」               | 柴田淳（#3,8を除く） | 柴田淳     |            |
| 4.                                             | 「あの夏」                               | 柴田淳（#3,8を除く） | 柴田淳     | 瀬尾一三   |
| 5.                                             | 「ちいさなぼくへ」                       | 柴田淳（#3,8を除く） | 柴田淳     | 瀬尾一三   |
| 6.                                             | 「いつか王子様も♪～拝啓、王子様☆続篇～」 | 柴田淳（#3,8を除く） | 柴田淳     | 西村智彦   |
| 7.                                             | 「道端」                                 | 柴田淳（#3,8を除く） | 柴田淳     | 松浦晃久   |
| 8.                                             | 「また明日（instrumental）」             | 柴田淳（#3,8を除く） | 柴田淳     |            |
| 9.                                             | 「幻」                                   | 柴田淳（#3,8を除く） | 柴田淳     | 羽毛田丈史 |
| 10.                                            | 「一人暮らし」                           | 柴田淳（#3,8を除く） | 柴田淳     | 羽毛田丈史 |
| 11.                                            | 「わたしの夢」                           | 柴田淳（#3,8を除く） | 柴田淳     | 塩谷哲     |